# 338 TCN
338 TCN là một năm trong lịch La Mã.